# Azazel (Odaát)
Azazel a Sátán egyik neve a Bibliában és az Odaát (Supernatural) című televízióssorozat kitalált szereplője, akit Fredric Lehne alakít. Azazel a sorozat egyik mellékszereplője.

## Háttér
Azazel a Pokol egyik fődémona, aki ura, Lucifer parancsára Samet és sok más 6 hónapos csecsemőt itatott meg vérével, ezzel ruházott fel különleges képességgel 1983. november 2-án, hogy aztán 23 évvel később mindannyian megmérkőzzenek egymással, a győztes pedig a Pokol seregének élére álljon, majd felszabadítsa Lucifert. Ő gyilkolta meg a Winchester fivérek anyját, John Winchester feleségét; Mary-t, illetve korábban a nő szüleit is. 
Azazelnek van két démoni gyermeke is: Meg Masters és Tom, illetve különleges erő birtokában van; képes egy kézmozdulattal mozdulatlanná tenni támadóját, illetve lángot lobbantani.

## 1. évad
Azazel az évad elején tűnik fel, amikor 1983-ban a 6 hónapos Samet saját vérével itatja meg, a csecsemő anyját, a rájuk nyitó Mary-t brutálisan meggyilkolja, a házukat pedig felgyújtja. Ezzel azonban magára haragítja a Winchester családot, akik ezután 22 éven át próbálnak a démon nyomára akadni, ámde sikertelenül. 
22 évvel a történtek után Azazel ismét feltűnik az immár felnőtt Sam életében, ezúttal annak barátnőjét, Jessicát öli meg. Sam és bátyja, Dean azonban bosszút esküdnek, és hónapok múlva apjukkal együtt rátalálnak a Sárgaszemű démonra. Csakhogy a lény gyermekeivel, Meggel és Tommal elfogatja John Winchestert, noha ezért Tom az életével fizet. A fivérek ugyan kiszabadítják apjukat, a búvóhelyükön kiderül, hogy az öreget megszállta Azazel, aki ezután elfogja a fiúkat is, majd mesélni kezd Samnek arról, hogy ő egy kiválasztott. A prédikálást végül John szakítja félbe, aki erejével egy pillanatra feltartja a testét megszállt démont, ezt kihasználva pedig Sam a legendás pisztollyal, a Colttal lábon lövi apját, minek eredményeképpen Azazel elhagyja annak testét és elmenekül.

## 2. évad
Azazelt az évad elején megidézi John, és alkut ajánl neki: nekiadja lelkét és az utolsó töltényével rendelkező Coltot, cserébe haldokló fia, Dean életéért. Azazel elfogadja az ajánlatot; Dean feltámad, John pedig Pokolra kerül. 
Az évad végén a Sárgaszemű démon az évtizedekkel ezelőtt kiválasztott fiatalokat -köztük Samet, Andrew Gallaghert, Ava Wilsont, Jake Talley-t és Lily Witherfieldet- egy kihalt városba hurcolja, ahol arra kényszeríti őket, végezzenek egymással, a győztest pedig majd a Pokol seregének élére állítja. A megmérettetést végül Jake Talley nyeri meg, akit Azazel ezután arra kényszerít, nyissa fel a régi cowboy-temetőben található Ördög kapuját, melyet a férfi ugyan meg is tesz, a helyszínre érkező Winchester fivérek, Ellen Harvelle és Bobby Singer megölik. Mialatt Ellen és Bobby sikeresen bezárják a Pokolba vezető kriptát, Azazel szembekerül Deannel, aki végül apja lelkének segítségével visszaszerzi a Coltot, majd annak utolsó töltényével sziven lövi a démont, aki azonnal meghal.

## 4. évad
Mikor Deant egy angyal, Castiel visszaküldi az 1973-as Lawrence-be, ott az találkozik immár halott őseivel, és Azazel is feltűnik a környéken. A démon megöli és megszállja a fiatal Mary apját, majd végez a lány anyjával és szerelmével, Johnnal is. Mary végső elkeseredettségében végül alku köt a Sárgaszemű démonnal; 10 év múlva, 1983-ban beengedi őt házukba, cserébe az visszahozza Johnt az élők közé.
A démon múltjából kiderül, hogy 1972-ben, a marylandi Ilchester egyik zárdájában 8 apácával is brutálisan végzett, hogy egyiken keresztül beszélni tudjon a Pokolban fogva tartott urával, Luciferrel. A bukott angyal azt parancsolja Azazelnek, válasszon ki egy csecsemőt és itassa meg démoni vérével, hogy később az képes legyen legyőzni a legelső démont, Lilith-et, ezzel feltörni a 66 pecsét legutolsóját.

## Azazel kiválasztottjai
Azazel már 1972-ben, Lucifer parancsára kitervelte, hogy különleges képességű gyermekeket fog teremteni, méghozzá hogy azok közül felnőttként egy majd vezesse a Pokol seregeit, és egy Lilith nevű démont megölve, feltörjék az utolsót a 66 pecsétből, ezzel kiszabadítsák a Pokol urát. A sárgaszemű 1983-ban az éppen 6 hónapos csecsemőket saját démoni vérével itatta meg, így azoknál 23 éves korukban speciális képességek kezdtek el jelentkezni.
Azazel kiválasztottjai:
- Andrew "Andy" Gallagher: emberek irányítása a gondolattal
- Ansem Weems: emberek irányítása a gondolattal
- Ava Wilson: látomások, démonok irányítása
- Jake Talley: szuper fizikai erő, emberek irányítása a gondolattal
- Lily Witherfield: érintéssel képes embert ölni
- Max Miller: telekinézis
- Rose Holt: gondolatolvasás
- Sam Winchester: látomások, telekinézis, különleges védekezés, démonok kiűzése az emberből és visszaküldése a Pokolba
- Scott Carey: elektromosság irányítása